# Anastasia Le-Roy
Anastasia Le-Roy, jamajška atletinja, * 11. september 1987, Manchester, Jamajka.
Ni nastopila na olimpijskih igrah. Na svetovnih prvenstvih je v štafeti 4×400 m osvojila naslov prvakinje leta 2015 in podprvakinje leta 2007, na igrah Skupnosti narodov pa naslov prvakinje leta 2014.